# Envägsspegel

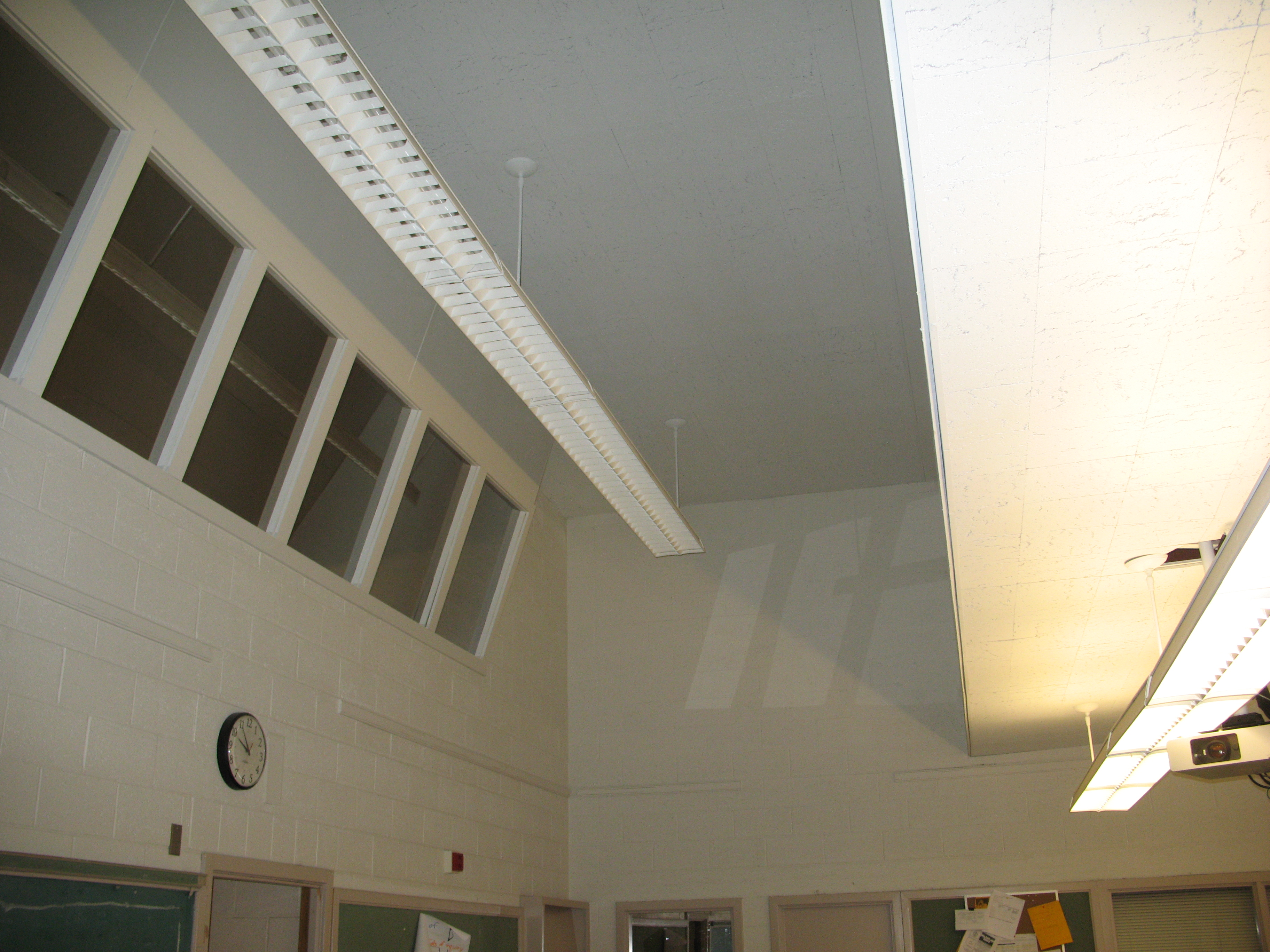
Envägsspeglar i ett klassrum, University of Wisconsin–Madison. Universitetets professorer kan se ner i klassrummet för att studera lärarna utan att störa klassen.

En envägsspegel, tvåvägsspegel,  eller spionspegel är en halvgenomskinlig spegel. En del av ljuset reflekteras tillbaka som i en vanlig spegel, en del av ljuset passerar rakt igenom spegeln. Om ena sidan av spegeln är i ett upplyst rum och den andra sidan i ett mörkt rum så kan en person som befinner sig i det ljusa rummet ej se det mörka rummet eftersom det döljs av det reflekterade ljuset. Däremot kan en person i det mörka rummet se det ljusa rummet. Envägsspeglar används därför ibland vid dold övervakning.
En vanlig missuppfattning är att en envägsspegel släpper igenom ljus åt ena hållet men inte det andra. Det stämmer inte. Envägseffekten uppstår enbart genom att hålla rummen olika mycket upplysta, det spelar ingen roll åt vilket håll spegeln vänds.